# ابنة الجنرال (فلم)
ابنة الجنرال (بالإنجليزية: The General's Daughter) فيلم جريمة غموض أمريكي انتاج عام 1999 من إخراج سيمون ويست وبطولة جون ترافولتا. تتعلق الحبكة الدارمية بالموت الغامض لابنة جنرال في الجيش، الفيلم مأخوذ عن رواية صدرت عام 1992 تحمل نفس الاسم للكاتب نيلسون ديميل، بميزانية 95 مليون دولار، حقق الفيلم ما يقرب من 103 مليون دولار في شباك التذاكر المحلية و 150 مليون دولار في جميع أنحاء العالم.

## سيناريو
تم العثور على جثة النقيب في الجيش إليزابيث كامبل (ليزلي ستيفانسون) ، عارية ومقيدة في ميدان الرماية في قاعدة عسكرية في جورجيا ، أمر محققان الضباط الصف بول برينر (جون ترافولتا) وسارة سونهيل (مادلين ستو)، بحل جريمة معرفة عدد الأشخاص الذين شاركوا قتلها. تظهر تفاصيل غير لائقة عن حياة كامبل ، مما أدى إلى مزاعم بالتستر العسكري المحتمل على وفاتها وتورط والدها الجنرال جوزيف كامبل.

## طاقم التمثيل
- جون ترافولتا في دور بول برينر
- مادلين ستو في دور سارة سونهيل
- جيمس كرومويل في دور الجنرال كامبل
- تيموثي هوتون في دور العقيد كينت
- ليزلي ستيفانسون في دور إليزابيث كامبل
- دانيال فون بارغن في دور رئيس ياردلي
- كلارنس ويليامز الثالث في دور العقيد فاولر
- جيمس وودز في دور العقيد مور
- مارك بون جونيور في دور إلكينز
- جون بيسلي في دور العقيد سليسينغر
- بويد كيستنير في دور كابتن إلبي
- براد باير في دور برانسفورد
- جون بنيامين هيكي في دور كابتن جودسون

## روابط خارجية
- مقالات تستعمل روابط فنية بلا صلة مع ويكي بيانات